# 블랙포인트

블랙포인트

블랙포인트(영어: Black Point)는 바하마의 구이다. 2010년 기준 인구수는 414명, 면적은 12.1km2이다.